# ベラウ・エア
ベラウ・エア（Belau Air）はパラオ・コロールの航空会社である。

## 概要

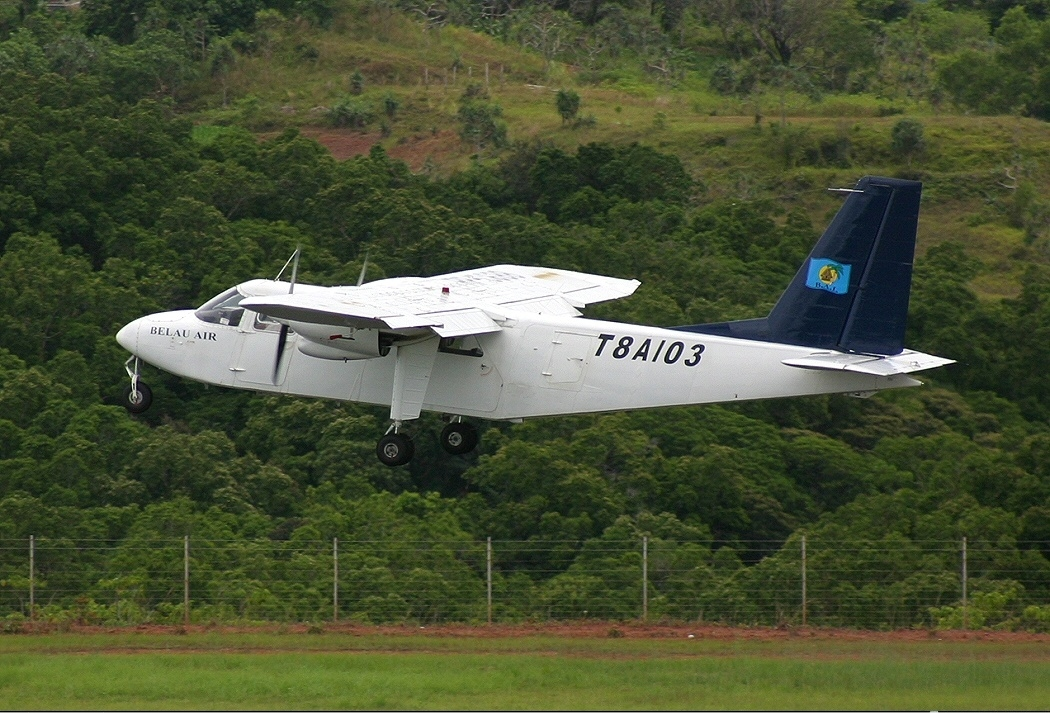
ブリテン・ノーマン アイランダー

ベラウ・エアはパラオ国内で運営している航空会社で、パラオ最大都市のコロールに近いアイライ州のロマン・トメトゥチェル国際空港（旧称：パラオ国際空港）をハブとしている。ベラウ・エアは現在5人が搭乗可能な小型飛行機（セスナ206）1機と、ヘリコプター（ロビンソンR44）のみを所有している。毎日、ペリリュー島・アンガウル島（ともにコロールより南西に位置する小島）へ定期便を運航している。その他にも、観光目的でも使用されているため、ロックアイランドの至るところへ運航している。ただし、パラオ国外へは運航していない。操縦演習のために、インストラクターと一緒にベラウ・エアの飛行機・ヘリコプターをチャーターすることも可能である。
アイライ州のパラオ国際空港からコロールまでのシャトル便を運航している。

## 就航都市
- パラオ
  - アンガウル島
  - コロール（ロマン・トメトゥチェル国際空港）
  - ペリリュー島